# Falsovelleda rufescens
Falsovelleda rufescens är en skalbaggsart som först beskrevs av Stefan von Breuning 1970.  Falsovelleda rufescens ingår i släktet Falsovelleda och familjen långhorningar.
Artens utbredningsområde är Ghana. Inga underarter finns listade i Catalogue of Life.